# NGC 329
NGC 329 este o galaxie spirală din constelația Balena. Aceată galaxie a fost descoperită în data de 27 septembrie 1864 de către Albert Marth.